# Hævnen (film fra 1909)
 For alternative betydninger, se Hævnen. (Se også artikler, som begynder med Hævnen)
Hævnen er en dansk stumfilm fra 1909 med manuskript af Albert Gnudtzmann.

## Handling
Denne artikel mangler et handlingsreferat. Hjælp os med at skrive det.

## Medvirkende
- Viggo Larsen
- Gustav Lund
- Franz Skondrup
- August Blom
- Maggi Zinn
- Anton Seitzberg